# Lista de episódios de Smallville

Logotipo da série

A seguir se apresenta a lista dos episódios de Smallville, uma série de televisão estadunidense de ficção científica que era transmitida pela rede de televisão The WB (posteriormente, The CW) entre 16 de outubro de 2001 e 13 de maio de 2011. Criado pelos escritores e produtores Alfred Gough e Miles Millar, o seriado retrata a trajetória de Clark Kent (Tom Welling), Lois Lane (Erica Durance), Chloe Sullivan (Allison Mack), Lana Lang (Kristin Kreuk) e Lex Luthor (Michael Rosenbaum).
A primeira temporada de Smallville estreou em 16 de outubro de 2001, com a transmissão do episódio piloto, e terminou em 21 de maio de 2002. A segunda temporada estreou em 24 de setembro de 2002 com o episódio "Vortex", encerrando em maio de 2003. A terceira temporada deu-se início cinco meses depois da jornada anterior, com seu término em 19 de maio de 2004. A quarta foi lançada 23 de setembro do mesmo ano, totalizando vinte e dois episódios apóps sua última exibição original em maio de 2005. Já a quinta temporada começou quatro meses, tendo finalizado em 11 de maio de 2006. A sexta temporada estreou com "Zod" em setembro de 2006, terminando em maio de 2007. Em setembro do mesmo ano, iniciou a sétima temporada que terminou em 15 de maio de 2008 com vinte episódios. A oitava começou com "Odyssey" após seis meses e terminou em maio de 2009. A nona temporada registrou a menor audiência entre 25 de setembro de 2009 e 14 de maio de 2010. A décima e última temporada estreou em setembro de 2010 e terminou após oito meses com o episódio duplo "Finale", encerrando a série.

## Resumo
| Temporada | Temporada | Episódios | Exibição original      | Exibição original  | Lançamento do DVD      | Lançamento do DVD      | Lançamento do DVD      |
| Temporada | Temporada | Episódios | Season premiere        | Season finale      | Região 1               | Região 2               | Região 4               |
| --------- | --------- | --------- | ---------------------- | ------------------ | ---------------------- | ---------------------- | ---------------------- |
|           | 1         | 21        | 16 de outubro de 2001  | 21 de maio de 2002 | 23 de setembro de 2003 | 13 de outubro de 2003  | 3 de dezembro de 2003  |
|           | 2         | 23        | 24 de setembro de 2002 | 20 de maio de 2003 | 18 de maio de 2004     | 17 de setembro de 2004 | 1 de janeiro de 2005   |
|           | 3         | 22        | 1 de outubro de 2003   | 19 de maio de 2004 | 16 de novembro de 2004 | 18 de abril de 2005    | 13 de julho de 2005    |
|           | 4         | 22        | 22 de setembro de 2004 | 18 de maio de 2005 | 13 de setembro de 2005 | 10 de outubro de 2005  | 11 de novembro de 2006 |
|           | 5         | 22        | 29 de setembro de 2005 | 11 de maio de 2006 | 12 de setembro de 2006 | 28 de agosto de 2006   | 4 de abril de 2007     |
|           | 6         | 22        | 28 de setembro de 2006 | 17 de maio de 2007 | 18 de setembro de 2007 | 22 de outubro de 2007  | 3 de março de 2008     |
|           | 7         | 20        | 27 de setembro de 2007 | 15 de maio de 2008 | 9 de setembro de 2008  | 13 de outubro de 2008  | 3 de março de 2009     |
|           | 8         | 22        | 18 de setembro de 2008 | 14 de maio de 2009 | 25 de agosto de 2009   | 12 de outubro de 2009  | 31 de março de 2010    |
|           | 9         | 21        | 25 de setembro de 2009 | 14 de maio de 2010 | 7 de setembro de 2010  | 25 de outubro de 2010  | 2 de março de 2011     |
|           | 10        | 22        | 24 de setembro de 2010 | 13 de maio de 2011 | 29 de novembro de 2011 | 17 de outubro de 2011  | 4 de abril de 2012     |

## Episódios

### 1ª Temporada: 2001—2002
A primeira temporada estreou nos EUA em 16 de outubro de 2001 e terminou em 21 de maio de 2002 ao fim de vinte e um episódios. A produção fala sobre a vida de Clark Kent (Tom Welling), um jovem aparentemente comum que vive na cidade estadunidense Smallville. Ele veio de um planeta distante chamado Krypton, logo após este ser destruído.
A temporada foi assistida por uma média de 5.90 milhões de domicílios e posicionou-se no número cento e quinze entre as outras séries que foram exibidas na temporada televisiva norte-americana de 2001-2002. O episódio piloto foi visto por 8.40 milhões de telespectadores, e o último por 3.80 milhões de telespectadores.
| # S | # T | Título          | Diretor(es)                       | Roteirista(s)                    | Estreia nos EUA                                | Código de Prod. |
| --- | --- | --------------- | --------------------------------- | -------------------------------- | ---------------------------------------------- | --------------- |
| 1   | 1   | "Pilot"         | David Nutter                      | Alfred Gough & Miles Millar      | 16 de outubro de 2001 5 de dezembro de 2013    | 475165          |
| 2   | 2   | "Metamorphosis" | Michael Watkins & Philip Sgriccia | Alfred Gough & Miles Millar      | 23 de outubro de 2001 6 de dezembro de 2013    | 227601          |
| 3   | 3   | "Hothead"       | Greg Beeman                       | Greg Walker                      | 30 de outubro de 2001 9 de dezembro de 2013    | 227603          |
| 4   | 4   | "X-Ray"         | James Frawley                     | Mark Verheiden                   | 6 de novembro de 2001 10 de dezembro de 2013   | 227604          |
| 5   | 5   | "Cool"          | James A. Contner                  | Michael Green                    | 13 de novembro de 2001 11 de dezembro de 2013  | 227605          |
| 6   | 6   | "Hourglass"     | Chris Long                        | Doris Egan                       | 20 de novembro de 2001 12 de dezembro de 2013  | 227606          |
| 7   | 7   | "Craving"       | Philip Sgriccia                   | Michael Green                    | 27 de novembro de 2001 13 de dezembro de 2013  | 227607          |
| 8   | 8   | "Jitters"       | Michael Watkins                   | Cherie Bennett & Jeff Gottesfeld | 11 de dezembro de 2001 16 de dezembro de 2013  | 227602          |
| 9   | 9   | "Rogue"         | David Carson                      | Mark Verheiden                   | 15 de janeiro de 2002 17 de dezembro de 2013   | 227608          |
| 10  | 10  | "Shimmer"       | D. J. Caruso                      | Mark Verheiden & Michael Green   | 29 de janeiro de 2002 18 de dezembro de 2013   | 227609          |
| 11  | 11  | "Hug"           | Chris Long                        | Doris Egan                       | 5 de fevereiro de 2002 19 de dezembro de 2013  | 227610          |
| 12  | 12  | "Leech"         | Greg Beeman                       | Timothy Schlattmann              | 12 de fevereiro de 2002 20 de dezembro de 2013 | 227611          |
| 13  | 13  | "Kinetic"       | Robert Singer                     | Philip Levens                    | 26 de fevereiro de 2002 23 de dezembro de 2013 | 227612          |
| 14  | 14  | "Zero"          | Michael Katleman                  | Alfred Gough & Miles Millar      | 12 de março de 2002 24 de dezembro de 2013     | 227613          |
| 15  | 15  | "Nicodemus"     | James Marshall                    | Michael Green                    | 19 de março de 2002 25 de dezembro de 2013     | 227614          |
| 16  | 16  | "Stray"         | Paul Shapiro                      | Philip Levens                    | 16 de abril de 2002 26 de de dezembro de 2013  | 227615          |
| 17  | 17  | "Reaper"        | Terrence O'Hara                   | Cameron Litvack                  | 23 de abril de 2002 27 de dezembro de 2013     | 227616          |
| 18  | 18  | "Drone"         | Michael Katleman                  | Michael Green & Philip Levens    | 30 de abril de 2002 30 de dezembro de 2013     | 227617          |
| 19  | 19  | "Crush"         | James Marshall                    | Alfred Gough & Miles Millar      | 7 de maio de 2002 31 de dezembro de 2013       | 227618          |
| 20  | 20  | "Obscura"       | Terrence O'Hara                   | Mark Verheiden & Michael Green   | 14 de maio de 2012 1 de janeiro de 2014        | 227619          |
| 21  | 21  | "Tempest"       | Greg Beeman                       | Alfred Gough & Miles Millar      | 21 de maio de 2002 2 de janeiro de 2014        | 227620          |

### 2ª Temporada: 2002—2003
A segunda temporada estreou no país de origem em 24 de setembro de 2002 e finalizou em 20 de maio de 2003 com vinte e três capítulos. Com protagonização de Tom Welling, Clark finalmente descobre quem ele é e de onde ele vem, mas deve também reconhecer um destino em potencial posto em movimento por seu pai biológico, que pode mudar a sua vida e a vida daqueles ao seu redor para sempre.
A temporada foi assistida por uma média 6.30 de domicílios e posicionou-se no número cento e treze entre as outras séries que foram exibidas na temporada televisiva norte-americana de 2002-2003. O primeiro episódio foi visto por 8.70 milhões de telespectadores, e o último por 7.50 milhões telespectadores.
| # S | # T | Título       | Diretor(es)      | Roteirista(s)                                 | Estreia nos EUA                                    | Código de Prod. | Audiência nos EUA (em milhões) |
| --- | --- | ------------ | ---------------- | --------------------------------------------- | -------------------------------------------------- | --------------- | ------------------------------ |
| 22  | 1   | "Vortex"     | Greg Beeman      | Philip Levens                                 | 24 de setembro de 2002 3 de janeiro de 2014        | 175051          | 8.7                            |
| 23  | 2   | "Heat"       | James Marshall   | Mark Verheiden                                | 1 de outubro de 2002 6 de janeiro de 2014          | 175052          | 8.1                            |
| 24  | 3   | "Duplicity"  | Steve Miner      | Todd Slavkin & Darren Swimmer                 | 8 de outubro de 2002 7 de janeiro de 2014          | 175053          | 8.8                            |
| 25  | 4   | "Red"        | Jeff Woolnough   | Jeph Loeb                                     | 15 de outubro de 2002 8 de janeiro de 2014         | 175054          | 8.9                            |
| 26  | 5   | "Nocturne"   | Rick Wallace     | Brian Peterson & Kelly Souders                | 22 de outubro de 2002 9 de janeiro de 2014         | 175055          | 8.3                            |
| 27  | 6   | "Redux"      | Chris Long       | Russel Friend & Garrett Lerner                | 29 de outubro de 2002 10 de janeiro de 2014        | 227621          | 8.2                            |
| 28  | 7   | "Lineage"    | Greg Beeman      | Alfred Gough & Miles Millar                   | 5 de novembro de 2002 13 de janeiro de 2014        | 175056          | 9.4                            |
| 29  | 8   | "Ryan"       | Terrence O'Hara  | Philip Levens                                 | 12 de novembro de 2002 14 de janeiro de 2014       | 175057          | 7.4                            |
| 30  | 9   | "Dichotic"   | Craig Zisk       | Mark Verheiden                                | 19 de novembro de 2002 15 de janeiro de 2014       | 175058          | 8.3                            |
| 31  | 10  | "Skinwalker" | Marita Grabiak   | Mark Warshaw & Brian Peterson & Kelly Souders | 26 de novembro de 2002 16 de janeiro de 2014       | 175059          | 8.6                            |
| 32  | 11  | "Visage"     | William Gereghty | Todd Slavkin & Darren Swimmer                 | 14 de janeiro de 2003 17 de janeiro de 2014        | 175060          | 7.3                            |
| 33  | 12  | "Insurgence" | James Marshall   | Kenneth Biller & Jeph Loeb                    | 21 de janeiro de 2003 20 de janeiro de 2014        | 175062          | 6.6                            |
| 34  | 13  | "Suspect"    | Kenneth Biller   | Mark Verheiden & Philip Levens                | 28 de janeiro de 2003 21 de janeiro de 2014        | 175061          | 7.5                            |
| 35  | 14  | "Rush"       | Rick Rosenthal   | Todd Slavkin & Darren Swimmer                 | 4 de fevereiro de 2003 22 de janeiro de 2014       | 175063          | 8.1                            |
| 36  | 15  | "Prodigal"   | Greg Beeman      | Brian Peterson & Kelly Souders                | 11 de fevereiro de 2003 23 de janeiro de 2014      | 175064          | 7.4                            |
| 37  | 16  | "Fever"      | Bill Gereghty    | Matthew Okumura                               | 18 de fevereiro de 2003 24 de janeiro de 2014      | 175065          | 7.9                            |
| 38  | 17  | "Rosetta"    | James Marshall   | Alfred Gough & Miles Millar                   | 25 de fevereiro de 2003 2003 27 de janeiro de 2014 | 175066          | 8.7                            |
| 39  | 18  | "Visitor"    | Rick Rosenthal   | Philip Levens                                 | 15 de abril de 2003 28 de janeiro de 2014          | 175067          | 5.9                            |
| 40  | 19  | "Precipice"  | Thomas J. Wright | Clint Carpenter                               | 22 de abril de 2003 2003 29 de janeiro de 2014     | 175068          | 6.7                            |
| 41  | 20  | "Witness"    | Rick Wallace     | Mark Verheiden                                | 29 de abril de 2003 30 de janeiro de 2014          | 175069          | 6.5                            |
| 42  | 21  | "Accelerate" | James Marshall   | Todd Slavkin & Darren Swimmer                 | 6 de maio de 2003 31 de janeiro de 2014            | 175070          | 7                              |
| 43  | 22  | "Calling"    | Terrence O'Hara  | Kenneth Biller                                | 13 de maio de 2003 3 de fevereiro de 2014          | 175071          | 7.1                            |
| 44  | 23  | "Exodus"     | Greg Beeman      | Alfred Gough & Miles Millar                   | 20 de maio de 2003 2003 4 de fevereiro de 2014     | 175072          | 7.5                            |

### 3ª Temporada: 2003—2004
A terceira temporada estreou nos EUA em 1 de outubro de 2003 e terminou em 19 de maio de 2004 ao fim de vinte e dois episódios. A temporada segue a luta constante de Clark (Tom Welling) contra o destino que seu pai biológico, Jor-El (Terence Stamp), tem para ele, e sua culpa em relação ao preço pago de Jonathan para trazê-lo de volta para Smallville. Lex (Michael Rosenbaum) começa a ser visto como um psicopata desde quando ele tinha ido parar em uma ilha deserta. Chloe Sullivan (Allison Mack) vai até as últimas consequências para se vingar de Lionel Luthor (John Glover).
A temporada foi assistida por uma média de 4.96 milhões de domicílios e posicionou-se no número cento e quarenta e um entre as outras séries que foram exibidas na temporada televisa norte-americana de 2003-2004. O primeiro episódio foi visto por 6.80 milhões de telespectadores, e o último por 5.47 milhões de telespectadores.
| # S | # T | Título         | Diretor(es)                     | Roteirista(s)                   | Estreia nos EUA                                 | Código de Prod. | Audiência nos EUA (em milhões) |
| --- | --- | -------------- | ------------------------------- | ------------------------------- | ----------------------------------------------- | --------------- | ------------------------------ |
| 45  | 1   | "Exile"        | Greg Beeman                     | Alfred Gough & Miles Millar     | 1 de outubro de 2003 5 de fevereiro de 2014     | 176201          | 6.8                            |
| 46  | 2   | "Phoenix"      | James Marshall                  | Kelly Souders & Brian Peterson  | 8 de outubro de 2003 6 de fevereiro de 2014     | 176202          | 6.7                            |
| 47  | 3   | "Extinction"   | Michael Katleman                | Todd Slavkin & Darren Swimmer   | 15 de outubro de 2003 7 de fevereiro de 2014    | 176203          | 6.5                            |
| 48  | 4   | "Slumber"      | Daniel Attias                   | Drew Z. Greenberg               | 22 de outubro de 2003 10 de fevereiro de 2014   | 176204          | 6.9                            |
| 49  | 5   | "Perry"        | Jeannot Szwarc                  | Mark Verheiden                  | 29 de outubro de 2003 11 de fevereiro de 2014   | 176205          | 6.7                            |
| 50  | 6   | "Relic"        | Marita Grabiak                  | Kelly Souders & Brian Peterson  | 5 de novembro de 2003 12 de fevereiro de 2014   | 176206          | 6.7                            |
| 51  | 7   | "Magnetic"     | David Jackson                   | Holly Harold                    | 12 de novembro de 2003 13 de fevereiro de 2014  | 176207          | 6.9                            |
| 52  | 8   | "Shattered"    | Kenneth Biller                  | Ken Biller                      | 19 de novembro de 2003 14 de fevereiro de 2014  | 176208          | 6.4                            |
| 53  | 9   | "Asylum"       | Greg Beeman                     | Todd Slavkin & Darren Swimmer   | 14 de janeiro de 2004 17 de fevereiro de 2014   | 176209          | 5.6                            |
| 54  | 10  | "Whisper"      | Tom Wright                      | Ken Horton                      | 21 de janeiro de 2004 18 de fevereiro de 2014   | 176210          | 5.1                            |
| 55  | 11  | "Delete"       | Pat Williams                    | Kelly Souders & Brian Peterson  | 28 de janeiro de 2004 19 de fevereiro de 2014   | 176211          | 5.5                            |
| 56  | 12  | "Hereafter"    | Mark Verheiden & Drew Greenberg | Mark Verheiden & Drew Greenberg | 4 de fevereiro de 2004 20 de fevereiro de 2014  | 176212          | 5.3                            |
| 57  | 13  | "Velocity"     | Jeannot Szwarc                  | Todd Slavkin & Darren Swimmer   | 11 de fevereiro de 2004 21 de fevereiro de 2014 | 176213          | 5                              |
| 58  | 14  | "Obsession"    | James Marshall                  | Holly Harold                    | 18 de fevereiro de 2004 24 de fevereiro de 2014 | 176214          | 5.33                           |
| 59  | 15  | "Resurrection" | Terrence O'Hara                 | Todd Slavkin & Darren Swimmer   | 25 de fevereiro de 2004 25 de fevereiro de 2014 | 176215          | 4.97                           |
| 60  | 16  | "Crisis"       | Ken Biller                      | Kelly Souders & Brian Peterson  | 3 de março de 2004 26 de fevereiro de 2014      | 176216          | 5.26                           |
| 61  | 17  | "Legacy"       | Greg Beeman                     | Jeph Loeb                       | 14 de abril de 2004 27 de fevereiro de 2014     | 176217          | 4.48                           |
| 62  | 18  | "Truth"        | James Marshall                  | Drew Greenberg                  | 21 de abril de 2004 28 de fevereiro de 2014     | 176218          | 4.43                           |
| 63  | 19  | "Memoria"      | Miles Millar                    | Alfred Gough & Miles Millar     | 28 de abril de 2004 3 de março de 2014          | 176219          | 4.32                           |
| 64  | 20  | "Talisman"     | John Schneider                  | Ken Biller                      | 5 de maio de 2004 4 de março de 2014            | 176220          | 4.72                           |
| 65  | 21  | "Forsaken"     | Terrence O'Hara                 | Kelly Souders & Brian Peterson  | 12 de maio de 2004 5 de março de 2014           | 176221          | 4.54                           |
| 66  | 22  | "Covenant"     | Greg Beeman                     | Alfred Gough & Miles Millar     | 19 de maio de 2004 6 de março de 2014           | 176222          | 5.92                           |

### 4ª Temporada: 2004—2005
A quarta temporada estreou no país de origem em 22 de setembro de 2004 e terminou em 18 de maio de 2005 ao fim de vinte e dois episódios. A temporada mostra Clark (Tom Welling) e seus colegas no último ano do colegial e tendo em centro sua tentativa de unir as três pedras do conhecimento e tentando lidar com Lois Lane (Erica Durance), que investiga a suposta morte de sua prima Chloe Sullivan (Allison Mack).
A temporada foi assistida por uma média de 4.40 milhões de domicílios e posicionou-se no número cento e vinte e quatro entre as outras séries que foram exibidas na temporada televisa norte-americana de 2004-2005. O primeiro episódio foi visto por 6.07 milhões de telespectadores, e o último por 5.47 milhões de telespectadores.
| # S | # T | Título         | Diretor(es)        | Roteirista(s)                  | Estreia nos EUA         | Código de Prod. | Audiência nos EUA (em milhões) |
| --- | --- | -------------- | ------------------ | ------------------------------ | ----------------------- | --------------- | ------------------------------ |
| 67  | 1   | "Crusade"      | Greg Beeman        | Alfred Gough & Miles Millar    | 22 de setembro de 2004  | 2T5201          | 6.07                           |
| 68  | 2   | "Gone"         | James Marshall     | Kelly Souders & Brian Peterson | 29 de setembro de 2004  | 2T5202          | 5.66                           |
| 69  | 3   | "Façade"       | Pat Williams       | Holly Harold                   | 6 de outubro de 2004    | 2T5203          | 5.45                           |
| 70  | 4   | "Devoted"      | David Carson       | Luke Schelhaas                 | 13 de outubro de 2004   | 2T5204          | 6.20                           |
| 71  | 5   | "Run"          | David Barrett      | Steven S. DeKnight             | 20 de outubro de 2004   | 2T5205          | 5.41                           |
| 72  | 6   | "Transference" | James Marshall     | Todd Slavkin & Darren Swimmer  | 27 de outubro de 2004   | 2T5206          | 5.69                           |
| 73  | 7   | "Jinx"         | Paul Shapiro       | Mark Warshaw                   | 3 de novembro de 2004   | 2T5207          | 5.02                           |
| 74  | 8   | "Spell"        | Jeannot Szwarc     | Steven S. DeKnight             | 10 de novembro de 2004  | 2T5208          | 5.51                           |
| 75  | 9   | "Bound"        | Terrence O'Hara    | Luke Schelhaas                 | 17 de novembro de 2004  | 2T5209          | 5.06                           |
| 76  | 10  | "Scare"        | David Carson       | Kelly Souders & Brian Peterson | 1 de dezembro de 2004   | 2T5210          | 4.89                           |
| 77  | 11  | "Unsafe"       | Greg Beeman        | Steven S. DeKnight & Jeph Loeb | 26 de janeiro de 2005   | 2T5211          | 4.21                           |
| 78  | 12  | "Pariah"       | Paul Shapiro       | Holly Harold                   | 2 de fevereiro de 2005  | 2T5212          | 4.78                           |
| 79  | 13  | "Recruit"      | Jeannot Szwarc     | Todd Slavkin & Darren Swimmer  | 9 de fevereiro de 2005  | 2T5213          | 4.91                           |
| 80  | 14  | "Krypto"       | James Marshall     | Luke Schelhaas                 | 16 de fevereiro de 2005 | 2T5214          | 5.08                           |
| 81  | 15  | "Sacred"       | Brad Turner        | Kelly Souders & Brian Peterson | 23 de fevereiro de 2005 | 2T5215          | 5.26                           |
| 82  | 16  | "Lucy"         | David Barrett      | Neil Sadhu & Daniel Sulzberg   | 2 de março de 2005      | 2T5216          | 4.51                           |
| 83  | 17  | "Onyx"         | Terrence O'Hara    | Steven S. DeKnight             | 13 de abril de 2005     | 2T5217          | 3.85                           |
| 84  | 18  | "Spirit"       | Whitney Ransick    | Luke Schelhaas                 | 20 de abril de 2005     | 2T5218          | 4.39                           |
| 85  | 19  | "Blank"        | Jeannot Szwarc     | Kelly Souders & Brian Peterson | 27 de abril de 2005     | 2T5219          | 4.59                           |
| 86  | 20  | "Ageless"      | Steven S. DeKnight | Steven S. DeKnight             | 4 de maio de 2005       | 2T5220          | 4.51                           |
| 87  | 21  | "Forever"      | James Marshall     | Brian Peterson & Kelly Souders | 11 de maio de 2005      | 2T5221          | 3.96                           |
| 88  | 22  | "Commencement" | Greg Beeman        | Todd Slavkin & Darren Swimmer  | 18 de maio de 2005      | 2T5222          | 5.47                           |

### 5ª Temporada: 2005—2006
A quinta temporada estreou nos EUA em 29 de setembro de 2005 e terminou em 11 de maio de 2006 ao fim de vinte e dois episódios. Sendo a última temporada da série na The WB, Clark (Tom Welling começa a lidar com a vida adulta, indo para a faculdade, começa uma verdadeira relação com Lana Lang (Kristin Kreuk), sua desconfiança com Lex Luthor (Michael Rosenbaum) continua a crescer. Ao mesmo tempo, acontece a morte de Jonathan Kent (John Schneider) mudando Clark para sempre.
A temporada foi assistida por uma média de 4.70 milhões de domicílios e posicionou-se no número cento e dezessete entre as outras séries que foram exibidas na temporada televisa norte-americana de 2005-2006. O primeiro episódio foi visto por 5.90 milhões de telespectadores, e o último por 4.85 milhões de telespectadores.
| # S | # T | Título      | Diretor(es)     | Roteirista(s)                  | Estreia nos EUA         | Código de Prod. | Audiência nos EUA (em milhões) |
| --- | --- | ----------- | --------------- | ------------------------------ | ----------------------- | --------------- | ------------------------------ |
| 89  | 1   | "Arrival"   | James Marshall  | Todd Slavkin & Darren Swimmer  | 29 de setembro de 2005  | 2T6401          | 5.9                            |
| 90  | 2   | "Mortal"    | Terrence O'Hara | Steven S. DeKnight             | 6 de outubro de 2005    | 2T6402          | 5.84                           |
| 91  | 3   | "Hidden"    | Whitney Ransick | Kelly Souders & Brian Peterson | 13 de outubro de 2005   | 2T6403          | 5.92                           |
| 92  | 4   | "Aqua"      | Bradford May    | Todd Slavkin & Darren Swimmer  | 20 de outubro de 2005   | 2T6404          | 6.4                            |
| 93  | 5   | "Thirst"    | Paul Shapiro    | Steven S. DeKnight             | 27 de outubro de 2005   | 2T6405          | 5.78                           |
| 94  | 6   | "Exposed"   | Jeannot Szwarc  | Kelly Souders & Brian Peterson | 3 de novembro de 2005   | 2T6406          | 5.41                           |
| 95  | 7   | "Splinter"  | James Marshall  | Steven S. DeKnight             | 10 de novembro de 2005  | 2T6407          | 5.51                           |
| 96  | 8   | "Solitude"  | Paul Shapiro    | Todd Slavkin & Darren Swimmer  | 17 de novembro de 2005  | 2T6408          | 5.97                           |
| 97  | 9   | "Lexmas"    | Rick Rosenthal  | Holly Harold                   | 8 de dezembro de 2005   | 2T6409          | 5.37                           |
| 98  | 10  | "Fanatic"   | Michael Rohl    | Wandy Maricle                  | 12 de janeiro de 2006   | 2T6410          | 5.45                           |
| 99  | 11  | "Lockdown"  | Peter Ellis     | Steven S. DeKnight             | 19 de janeiro de 2006   | 2T6411          | 4.90                           |
| 100 | 12  | "Reckoning" | Greg Beeman     | Kelly Souders & Brian Peterson | 26 de janeiro de 2006   | 2T6412          | 6.28                           |
| 101 | 13  | "Vengeance" | Jeannot Szwarc  | Al Septien & Turi Meyer        | 2 de fevereiro de 2006  | 2T6413          | 5.37                           |
| 102 | 14  | "Tomb"      | Whitney Ransick | Steven S. DeKnight             | 9 de fevereiro de 2006  | 2T6414          | 5.41                           |
| 103 | 15  | "Cyborg"    | Glen Winter     | Caroline Dries                 | 16 de fevereiro de 2006 | 2T6415          | 6.24                           |
| 104 | 16  | "Hypnotic"  | Michael Rohl    | Todd Slavkin & Darren Swimmer  | 30 de maio de 2006      | 2T6416          | 4.78                           |
| 105 | 17  | "Void"      | Jeannot Szwarc  | Holly Harold                   | 6 de abril de 2006      | 2T6417          | 4.24                           |
| 106 | 18  | "Fragile"   | Tom Welling     | Todd Slavkin & Darren Swimmer  | 13 de abril de 2006     | 2T6418          | 3.94                           |
| 107 | 19  | "Mercy"     | James Marshall  | Steven S. DeKnight             | 20 de abril de 2006     | 2T6419          | 4.41                           |
| 108 | 20  | "Fade"      | Terrence O'Hara | Turi Meyer & Al Septien        | 27 de abril de 2006     | 2T6420          | 4.34                           |
| 109 | 21  | "Oracle"    | Patrick Norris  | Caroline Dries                 | 4 de maio de 2006       | 2T6421          | 4.81                           |
| 110 | 22  | "Vessel"    | James Marshall  | Kelly Souders & Brian Peterson | 11 de maio de 2006      | 2T6422          | 4.85                           |

### 6ª Temporada: 2006—2007
A sexta temporada estreou nos EUA em 28 de setembro de 2006 e terminou em 17 de maio de 2007 ao fim de vinte e dois episódios. Os arcos principais da sexta temporada envolvem o casamento de Lex Luthor (Michael Rosenbaum) com Lana Lang (Kristin Kreuk), e a busca de Clark e Chloe Sullivan (Allison Mack) para recapturar vários criminosos que escaparam da Zona Fantasma, bem como as apresentações de personagens da DC Comics: Jimmy Olsen (Aaron Ashmore), Oliver Queen (Justin Hartley) e Caçador de Marte (Phil Morris).
A temporada foi assistida por uma média de 4.10 milhões de domicílios e posicionou-se no número cento e vinte e cinco entre as outras séries que foram exibidas na temporada televisa norte-americana de 2006-2007. O primeiro episódio foi visto por 4.96 milhões de telespectadores, e o último por 4.14 milhões de telespectadores.
| # S | # T | Título         | Diretor(es)        | Roteirista(s)                     | Estreia nos EUA         | Código de Prod. | Audiência nos EUA (em milhões) |
| --- | --- | -------------- | ------------------ | --------------------------------- | ----------------------- | --------------- | ------------------------------ |
| 111 | 1   | "Zod"          | James Marshall     | Steven S. DeKnight                | 28 de setembro de 2006  | 2T7701          | 4.96                           |
| 112 | 2   | "Sneeze"       | Paul Shapiro       | Todd Slavkin & Darren Swimmer     | 5 de outubro de 2006    | 2T7702          | 4.52                           |
| 113 | 3   | "Wither"       | Whitney Ransick    | Tracy Bellomo                     | 12 de outubro de 2006   | 2T7703          | 4.88                           |
| 114 | 4   | "Arrow"        | Michael Rohl       | Brian Peterson & Kelly Souders    | 19 de outubro de 2006   | 2T7704          | 4.71                           |
| 115 | 5   | "Reunion"      | Jeannot Szwarc     | Steven S. DeKnight                | 26 de outubro de 2006   | 2T7705          | 4.79                           |
| 116 | 6   | "Fallout"      | Glen Winter        | Holly Harold                      | 2 de novembro de 2006   | 2T7706          | 5.01                           |
| 117 | 7   | "Rage"         | Whitney Ransick    | Todd Slavkin & Darren Swimmer     | 9 de novembro de 2006   | 2T7707          | 4.46                           |
| 118 | 8   | "Static"       | James Conway       | Shintaro Shimosawa & James Morris | 16 de novembro de 2006  | 2T7708          | 4.70                           |
| 119 | 9   | "Subterranean" | Rick Rosenthal     | Caroline Dries                    | 7 de dezembro de 2006   | 2T7709          | 4.31                           |
| 120 | 10  | "Hydro"        | Tom Welling        | Brian Peterson & Kelly Souders    | 11 de janeiro de 2007   | 2T7710          | 4.68                           |
| 121 | 11  | "Justice"      | Steven S. DeKnight | Steven S. DeKnight                | 18 de janeiro de 2007   | 2T7711          | 5.26                           |
| 122 | 12  | "Labyrinth"    | Whitney Ransick    | Al Septien & Turi Meyer           | 25 de janeiro de 2007   | 2T7712          | 5                              |
| 123 | 13  | "Crimson"      | Glen Winter        | Brian Peterson & Kelly Souders    | 1 de fevereiro de 2007  | 2T7713          | 4.91                           |
| 124 | 14  | "Trespass"     | Michael Rohl       | Tracy A. Bellomo                  | 8 de fevereiro de 2007  | 2T7714          | 4.74                           |
| 125 | 15  | "Freak"        | Michael Rosenbaum  | Todd Slavkin & Darren Swimmer     | 15 de fevereiro de 2007 | 2T7715          | 4.76                           |
| 126 | 16  | "Promise"      | Rick Rosenthal     | Kelly Souders & Brian Peterson    | 15 de março de 2007     | 2T7716          | 4.69                           |
| 127 | 17  | "Combat"       | James Marshall     | Turi Meyer & Al Septien           | 22 de março de 2007     | 2T7717          | 4.07                           |
| 128 | 18  | "Progeny"      | Terrence O'Hara    | Genevieve Sparling                | 19 de abril de 2007     | 2T7718          | 3.98                           |
| 129 | 19  | "Nemesis"      | Mairzee Almas      | Caroline Dries                    | 26 de abril de 2007     | T7719           | 3.88                           |
| 130 | 20  | "Noir"         | Jeannot Szwarc     | Brian Peterson & Kelly Souders    | 3 de maio de 2007       | 2T7720          | 3.59                           |
| 131 | 21  | "Prototype"    | Mat Beck           | Steven S. DeKnight                | 10 de maio de 2007      | 2T7721          | 3.43                           |
| 132 | 22  | "Phantom"      | James Marshall     | Todd Slavkin & Darren Swimmer     | 17 de maio de 2007      | 2T7722          | 4.14                           |

### 7ª Temporada: 2007—2008
A sétima temporada estreou em seu país de origem no dia 27 de setembro de 2007 e terminou em 18 de maio de 2008 ao fim de vinte episódios. Esta temporada centra-se em Clark Kent (Tom Welling) e sua prima Kara Zor-El (Laura Vandervoort). Clark tem a difícil missão de ensinar-lhe como controlar suas habilidades em público.
A temporada foi assistida por uma média de 3.77 milhões de domicílios e posicionou-se no número cento e setenta e cinco entre as outras séries que foram exibidas na temporada televisa norte-americana de 2007-2008. O primeiro episódio foi visto por 5.18 milhões de telespectadores, e o último por 3.85 milhões de telespectadores.
| # S | # T | Título       | Diretor(es)     | Roteirista(s)                   | Estreia nos EUA         | Código de Prod. | Audiência nos EUA (em milhões) |
| --- | --- | ------------ | --------------- | ------------------------------- | ----------------------- | --------------- | ------------------------------ |
| 133 | 1   | "Bizarro"    | Michael Rohl    | Brian Peterson & Kelly Souders  | 27 de setembro de 2007  | 3T6301          | 5.18                           |
| 134 | 2   | "Kara"       | James Conway    | Todd Slavkin & Darren Swimmer   | 4 de outubro de 2007    | 3T6302          | 4.59                           |
| 135 | 3   | "Fierce"     | Whitney Ransick | Holly Harold                    | 11 de outubro de 2007   | 3T6303          | 4.82                           |
| 136 | 4   | "Cure"       | Rick Rosenthal  | Al Septien & Turi Meyer         | 18 de outubro de 2007   | 3T6304          | 5.18                           |
| 137 | 5   | "Action"     | Mairzee Almas   | Caroline Dries                  | 25 de outubro de 2007   | 3T6306          | 4.65                           |
| 138 | 6   | "Lara"       | James Conway    | Don Whitehead & Holly Henderson | 1 de novembro de 2007   | 3T6305          | 4.31                           |
| 139 | 7   | "Wrath"      | Charles Beeson  | Kelly Souders & Brian Peterson  | 8 de novembro de 2007   | 3T6307          | 4.64                           |
| 140 | 8   | "Blue"       | Glen Winter     | Todd Slavkin & Darren Swimmer   | 15 de novembro de 2007  | 3T6308          | 4.51                           |
| 141 | 9   | "Gemini"     | Whitney Ransick | Caroline Dries                  | 13 de dezembro de 2007  | 3T6309          | 3.71                           |
| 142 | 10  | "Persona"    | Todd Slavkin    | Don Whitehead & Holly Henderson | 31 de janeiro de 2008   | 3T6310          | 3.81                           |
| 143 | 11  | "Siren"      | Kevin G. Fair   | Kelly Souders & Brian Peterson  | 7 de fevereiro de 2008  | 3T6311          | 4.01                           |
| 144 | 12  | "Fracture"   | James Marshall  | Caroline Dries                  | 14 de fevereiro de 2008 | 3T6312          | 3.67                           |
| 145 | 13  | "Hero"       | Michael Rohl    | Aaron & Todd Helbing            | 13 de março de 2008     | 3T6313          | 3.80                           |
| 146 | 14  | "Traveler"   | Glen Winter     | Don Whitehead & Holly Henderson | 20 de março de 2008     | 3T6314          | 3.44                           |
| 147 | 15  | "Veritas"    | James Marshall  | Kelly Souders & Brian Peterson  | 27 de março de 2008     | 3T6315          | 3.86                           |
| 148 | 16  | "Descent"    | Ken Horton      | Don Whitehead & Holly Henderson | 17 de abril de 2008     | 3T6316          | 3.61                           |
| 149 | 17  | "Sleeper"    | Whitney Ransick | Caroline Dries                  | 24 de abril de 2008     | 3T6317          | 3.62                           |
| 150 | 18  | "Apocalypse" | Tom Welling     | Al Septien & Turi Meyer         | 1 de maio de 2008       | 3T6318          | 3.81                           |
| 151 | 19  | "Quest"      | Kenneth Biller  | Holly Harold                    | 8 de maio de 2008       | 3T6319          | 3.99                           |
| 152 | 20  | "Arctic"     | Todd Slavkin    | Don Whitehead & Holly Henderson | 15 de maio de 2008      | 3T6320          | 3.85                           |

### 8ª Temporada: 2008—2009
A oitava temporada estreou nos EUA em 18 de setembro de 2008 e terminou em 14 de maio de 2009 ao fim de vinte e dois episódios. Esta temporada centra-se em Clark Kent (Tom Welling) começando a trabalhar como repórter no Planeta Diário, e começando a abraçar mais o seu propósito como o herói da Terra. Clark nessa temporada terá que enfrentar Davis Bloome/Doomsday (Sam Witwer) que adquiriu uma obsessão por Chloe Sullivan (Allison Mack). Por sua vez, Chloe é possuída por Brainiac, que passa a controla-la
A temporada foi assistida por uma média de 3.74 milhões de domicílios e posicionou-se no número cento e cinquenta e dois entre as outras séries que foram exibidas na temporada televisa norte-americana de 2008-2009. O primeiro episódio foi visto por 4.34 milhões de telespectadores, e o último por 3.13 milhões de telespectadores.
| # S | # T | Título        | Diretor(es)    | Roteirista(s)                                                | Estreia nos EUA        | Código de Prod. | Audiência nos EUA (em milhões) |
| --- | --- | ------------- | -------------- | ------------------------------------------------------------ | ---------------------- | --------------- | ------------------------------ |
| 153 | 1   | "Odyssey"     | Kevin G. Fair  | Kelly Souders, Brian Peterson, Todd Slavkin & Darren Swimmer | 18 de setembro de 2008 | 3T7451          | 4.34                           |
| 154 | 2   | "Plastique"   | Rick Rosenthal | Don Whitehead & Holly Henderson                              | 25 de setembro de 2008 | 3T7452          | 4.18                           |
| 155 | 3   | "Toxic"       | Mairzee Almas  | Caroline Dries                                               | 2 de outubro de 2008   | 3T7453          | 4.05                           |
| 156 | 4   | "Instinct"    | James Conway   | Al Septien & Turi Meyer                                      | 9 de outubro de 2008   | 3T7454          | 4.11                           |
| 157 | 5   | "Committed"   | Glen Winter    | Bryan Q. Miller                                              | 16 de outubro de 2008  | 3T7455          | 4.18                           |
| 158 | 6   | "Prey"        | Michael Rohl   | Kelly Souders & Brian Peterson                               | 23 de outubro de 2008  | 377456          | 4.15                           |
| 159 | 7   | "Identity"    | Mairzee Almas  | Todd Slavkin & Darren Swimmer                                | 30 de outubro de 2008  | 3T7457          | 4.32                           |
| 160 | 8   | "Bloodline"   | Michael Rohl   | Caroline Dries                                               | 6 de novembro de 2008  | 3T7459          | 4.45                           |
| 161 | 9   | "Abyss"       | Kevin G. Fair  | Don Whitehead & Holly Henderson                              | 13 de novembro de 2008 | 3T7458          | 3.55                           |
| 162 | 10  | "Bride"       | Jeannot Szwarc | Al Septien & Turi Meyer                                      | 20 de novembro de 2008 | 3T7460          | 4.18                           |
| 163 | 11  | "Legion"      | Glen Winter    | Geoff Johns                                                  | 15 de janeiro de 2009  | 3T7461          | 4.29                           |
| 164 | 12  | "Bulletproof" | Morgan Beggs   | Bryan Miller                                                 | 22 de janeiro de 2009  | 3T7462          | 3.85                           |
| 165 | 13  | "Power"       | Allison Mack   | Todd Slavkin & Darren Swimmer                                | 29 de janeiro de 2009  | 3T7463          | 4.21                           |
| 166 | 14  | "Requiem"     | Michael Rohl   | Don Whitehead & Holly Henderson                              | 5 de fevereiro de 2009 | 3T7464          | 3.93                           |
| 167 | 15  | "Infamous"    | Glen Winter    | Caroline Dries                                               | 12 de março de 2009    | 3T7465          | 3.56                           |
| 168 | 16  | "Turbulence"  | Kevin G. Fair  | Al Septien & Turi Meyer                                      | 19 de março de 2009    | 3T7466          | 3.49                           |
| 169 | 17  | "Hex"         | Mairzee Almas  | Bryan Miller                                                 | 26 de março de 2009    | 3T7467          | 3.79                           |
| 170 | 18  | "Eternal"     | James Marshall | Brian Peterson & Kelly Souders                               | 2 de abril de 2009     | 3T7468          | 3.84                           |
| 171 | 19  | "Stiletto"    | Kevin G. Fair  | Caroline Dries                                               | 23 de abril de 2009    | 3T7469          | 3.10                           |
| 172 | 20  | "Beast"       | Michael Rohl   | Genevieve Sparling                                           | 30 de abril de 2009    | 3T7470          | 3.23                           |
| 173 | 21  | "Injustice"   | Tom Welling    | Al Septien & Turi Meyer                                      | 7 de maio de 2009      | 3T7471          | 3.39                           |
| 174 | 22  | "Doomsday"    | James Marshall | Brian Peterson & Kelly Souders                               | 14 de maio de 2009     | 3T7472          | 3.13                           |

### 9ª Temporada: 2009—2010
A nona temporada estreou em seu país de origem no dia 25 de setembro de 2009 e terminou em 14 de maio de 2010 ao fim de vinte e um episódios. Nessa temporada, Clark Kent (Tom Welling) participa de duas realidades opostas: a destruição do Planeta Terra, causada por Major Zod (Callum Blue) escravizando os seres humanos e trazendo a morte para sua melhor amiga Chloe Sullivan (Allison Mack), e a realidade presente da qual ele necessita mudar para que tais eventos não ocorram no futuro.
A temporada foi assistida por uma média de 2.38 milhões de domicílios e posicionou-se no número cento e vinte e nove entre as outras séries que foram exibidas na temporada televisiva norte-americana de 2009-2010. O primeiro episódio foi visto por 2.58 milhões de telespectadores, e o último por 2.45 milhões de telespectadores.
| # S | # T | Título             | Diretor(es)               | Roteirista(s)                              | Estreia nos EUA         | Código de Prod. | Audiência nos EUA (em milhões) |
| --- | --- | ------------------ | ------------------------- | ------------------------------------------ | ----------------------- | --------------- | ------------------------------ |
| 175 | 1   | "Savior"           | Kevin G. Fair             | Kelly Souders & Brian Peterson             | 25 de setembro de 2009  | 3X5251          | 2.58                           |
| 176 | 2   | "Metallo"          | Mairzee Almas             | Don Whitehead & Holly Henderson            | 2 de outubro de 2009    | 3X5252          | 2.24                           |
| 177 | 3   | "Rabid"            | Michael Rohl              | Jordan Hawley                              | 9 de outubro de 2009    | 3X5253          | 2.30                           |
| 178 | 4   | "Echo"             | Wayne Rose                | Bryan Miller                               | 16 de outubro de 2009   | 3X5254          | 2.61                           |
| 179 | 5   | "Roulette"         | Kevin G. Fair             | Genevieve Sparling                         | 23 de outubro de 2009   | 3X5256          | 2.52                           |
| 180 | 6   | "Crossfire"        | Michael Rohl              | Don Whitehead & Holly Henderson            | 30 de outubro de 2006   | 3X5257          | 2.57                           |
| 181 | 7   | "Kandor"           | Jeannot Szwarc            | Al Septien & Turi Meyer                    | 6 de novembro de 2006   | 3X5258          | 2.63                           |
| 182 | 8   | "Idol"             | Glen Winter               | Anne Cofell Saunders                       | 13 de novembro de 2006  | 3X5255          | 2.68                           |
| 183 | 9   | "Pandora"          | Morgan Beggs              | Drew Landis & Julia Swift                  | 30 de novembro de 2009  | 3X5259          | 2.45                           |
| 184 | 10  | "Disciple"         | Mairzee Almas             | Jordan Hawley                              | 29 de janeiro de 2010   | 3X5260          | 2.52                           |
| 185 | 11  | "Absolute Justice" | Glen Winter & Tom Welling | Geoff Johns                                | 5 de fevereiro de 2010  | 3X5262/3X5263   | 2.77                           |
| 186 | 12  | "Warrior"          | Allison Mack              | Bryan Miller                               | 12 de fevereiro de 2010 | 3X5261          | 2.48                           |
| 187 | 13  | "Persuasion"       | Christopher Petry         | Anne Cofell Saunders                       | 19 de fevereiro de 2010 | 3X5264          | 2.42                           |
| 188 | 14  | "Conspiracy"       | Turi Meyer                | Al Septien & Turi Meyer                    | 26 de fevereiro de 2010 | 3X5265          | 2.53                           |
| 189 | 15  | "Escape"           | Kevin G. Fair             | Genevieve Sparling                         | 2 de abril de 2010      | 3X5266          | 2.13                           |
| 190 | 16  | "Checkmate"        | Tim Scanlan               | John Chisholm                              | 9 de abril de 2010      | 3X5267          | 2.13                           |
| 191 | 17  | "Upgrade"          | Michael Rohl              | Drew Landis & Julia Swift                  | 16 de abril de 2010     | 3X5268          | 1.84                           |
| 192 | 18  | "Charade"          | Brian Peterson            | Don Whitehead & Holly Henderson            | 23 de abril de 2010     | 3X5269          | 2.23                           |
| 193 | 19  | "Sacrifice"        | Sacrifice                 | Justin Hartley, Bryan Miller & Walter Wong | 30 de abril de 2010     | 3X5270          | 1.89                           |
| 194 | 20  | "Hostage"          | Glen Winter               | Jordan Hawley & Anne Cofell Saunders       | 7 de maio de 2010       | 3X5271          | 1.92                           |
| 195 | 21  | "Salvation"        | Greg Beeman               | Al Septien & Turi Meyer                    | 14 de maio de 2010      | 3X5272          | 2.45                           |

### 10ª Temporada: 2010—2011
A décima temporada estreou nos EUA em 24 de setembro de 2010 e terminou em 13 de maio de 2011 ao fim de vinte e dois episódios. A última temporada da série, continua a focar o romance entre Clark Kent (Tom Welling) e Lois Lane (Erica Durance), que começou na nona temporada, bem como a continuação dos treinamentos de Clark, para se tornar o super-herói de identidade histórica "Superman".
A temporada foi assistida por uma média de 3.19 milhões de domicílios e posicionou-se no número duzentos e dois entre as outras séries que foram exibidas na temporada televisiva norte-americana de 2010-2011. O primeiro episódio foi visto por 2.98 milhões de telespectadores, e o último por 3.02 milhões de telespectadores.
| # S     | # T   | Título       | Diretor(es)                                   | Roteirista(s)                                                              | Estreia nos EUA         | Código de Prod. | Audiência nos EUA (em milhões) |
| ------- | ----- | ------------ | --------------------------------------------- | -------------------------------------------------------------------------- | ----------------------- | --------------- | ------------------------------ |
| 196     | 1     | "Lazarus"    | Kevin G. Fair                                 | Don Whitehead & Holly Henderson                                            | 24 de setembro de 2010  | 3X6001          | 2.98                           |
| 197     | 2     | "Shield"     | Glen Winter                                   | Jordan Hawley                                                              | 1 de outubro de 2010    | 3X6002          | 2.38                           |
| 198     | 3     | "Supergirl"  | Mairzee Almas                                 | Anne Cofell Saunders                                                       | 8 de outubro de 2010    | 3X6003          | 2.30                           |
| 199     | 4     | "Homecoming" | Jeannot Szwarc                                | Brian Peterson & Kelly Souders                                             | 15 de outubro de 2010   | 3X6004          | 3.19                           |
| 200     | 5     | "Isis"       | James Marshall                                | Genevieve Sparling                                                         | 22 de outubro de 2010   | 3X6005          | 2.60                           |
| 201     | 6     | "Harvest"    | Turi Meyer                                    | Al Septien & Turi Meyer                                                    | 29 de outubro de 2010   | 3X6007          | 2.96                           |
| 202     | 7     | "Ambush"     | Christopher Petry                             | Don Whitehead & Holly Henderson                                            | 5 de novembro de 2010   | 3X6006          | 2.63                           |
| 203     | 8     | "Abandoned"  | Kevin G. Fair                                 | Drew Landis & Julia Swift                                                  | 12 de novembro de 2010  | 3X6008          | 2.90                           |
| 204     | 9     | "Patriot"    | Tom Welling                                   | John Chisholm                                                              | 19 de novembro de 2010  | 3X6009          | 2.60                           |
| 205     | 10    | "Luthor"     | Kelly Souders                                 | Bryan Q. Miller                                                            | 3 de dezembro de 2010   | 3X6010          | 2.76                           |
| 206     | 11    | "Icarus"     | Mairzee Almas                                 | Genevieve Sparling                                                         | 10 de dezembro de 2010  | 3X6011          | 2.55                           |
| 207     | 12    | "Collateral" | Morgan Beggs                                  | Jordan Hawley                                                              | 4 de fevereiro de 2011  | 3X6012          | 2.37                           |
| 208     | 13    | "Beacon"     | Mike Rohl                                     | Don Whitehead & Holly Henderson                                            | 11 de fevereiro de 2011 | 3X6013          | 2.32                           |
| 209     | 14    | "Masquerade" | Tim Scanlan                                   | Bryan Q. Miller                                                            | 18 de fevereiro de 2011 | 3X6014          | 2.22                           |
| 210     | 15    | "Fortune"    | Christopher Petry                             | Anne Coffell Saunders                                                      | 25 de fevereiro de 2011 | 3X6015          | 2.56                           |
| 211     | 16    | "Scion"      | Al Septien                                    | Al Septien & Turi Meyer                                                    | 4 de março de 2011      | 3X6016          | 2.18                           |
| 212     | 17    | "Kent"       | Jeannot Szwarc                                | Brian Peterson & Kelly Souders                                             | 15 de abril de 2011     | 3X6018          | 2.37                           |
| 213     | 18    | "Booster"    | Tom Welling                                   | Geoff Johns                                                                | 22 de abril de 2011     | 3X6017          | 2.35                           |
| 214     | 19    | "Dominion"   | Justin Hartley                                | John Chisholm                                                              | 29 de abril de 2011     | 3X6021          | 1.99                           |
| 215     | 20    | "Prophecy"   | Mike Rohl                                     | Bryan Q. Miller & Anne Cofell Saunders                                     | 6 de maio de 2011       | 3X6019          | 2.07                           |
| 216—217 | 21—22 | "Finale"     | Kevin G. Fair (Parte 1) Greg Beeman (Parte 2) | Al Septien & Turi Meyer (Parte 1) Brian Peterson & Kelly Souders (Parte 2) | 13 de maio de 2011      | 3X6020—3X6022   | 3.02                           |